# Angelus (Kilar)
Angelus (pol. anioł) – kantata na sopran, chór mieszany i orkiestrę symfoniczną autorstwa Wojciecha Kilara z 1984 roku, tytułem nawiązująca do Pozdrowienia Anielskiego, jednej z modlitw katolickich. Dzieło dedykowane żonie – Barbarze Pomianowskiej.
Prawykonanie kantaty miało miejsce w Katowicach 12 października 1984. Wielką Orkiestrą Symfoniczną Polskiego Radia i Telewizji w Katowicach oraz Chórem Polskiego Radia i Telewizji w Krakowie dyrygował Antoni Wit, partię sopranu wykonała Delfina Ambroziak.
Utwór powstał dla kaplicy Matki Boskiej Częstochowskiej na Jasnej Górze z okazji poświęcenia odnowionego ołtarza. Jest dziełem religijnym, którego tekst oparty jest na znanej katolickiej modlitwie. Fragmentu utworu został wykorzystany w filmie z 2017 roku Song to Song, wyreżyserowanym przez Terrence’a Malicka.